# Cycloporus
Cycloporus är ett släkte av plattmaskar som beskrevs av Lang 1884. Cycloporus ingår i familjen Euryleptidae.
Släktet innehåller bara arten Cycloporus papillosus.